# Tự do hóa thương mại
Tự do hóa thương mại là sự nới lỏng can thiệp của nhà nước hay chính phủ vào lĩnh vực trao đổi, buôn bán quốc tế. Tự do hóa thương mại vừa là nhu cầu hai chiều của hầu hết các nền kinh tế thị trường, bao gồm: nhu cầu bán hàng hóa, đầu tư ra nước ngoài và nhu cầu mua hàng hóa, nhận vốn đầu tư của nước ngoài.

## Nội dung của tự do hóa thương mại
Nhà nước áp dụng các biện pháp cần thiết để từng bước giảm thiểu những hàng rào thuế quan và hàng rào phi thuế quan trong quan hệ thương mại với nước ngoài, nhằm tạo điều kiện thuận lợi cho sự phát triển của các hoạt động thương mại quốc tế cả về bề rộng và bề sâu.

## Các biện pháp
- Điều chỉnh theo chiều hướng nới lỏng dần nhập khẩu với bước đi phù hợp trên cơ sở các thỏa thuận song phương và đa phương với các quốc gia đối với các công cụ bảo hộ mậu dịch đã và đang tồn tại trong quan hệ thương mại quốc tế.